# Färöischer Fußballpokal 1964
Der Färöische Fußballpokal 1964 wurde zum zehnten Mal ausgespielt. In der Wiederholung des Endspiels, welche im Stadion Sevmýri in Tvøroyri sowie im Gundadalur-Stadion in Tórshavn auf Kunstrasen ausgetragen wurden, siegte Titelverteidiger HB Tórshavn mit 4:3 nach Verlängerung gegen B36 Tórshavn und konnte den Pokal somit zum dritten Mal in Folge sowie zum sechsten Mal insgesamt gewinnen.
HB Tórshavn und B36 Tórshavn belegten in der Meisterschaft die Plätze eins und zwei, dadurch erreichte HB Tórshavn das Double.

## Teilnehmer
Teilnahmeberechtigt waren folgende drei Mannschaften der Meistaradeildin:
| Meistaradeildin                      |
| B36 Tórshavn HB Tórshavn TB Tvøroyri |

## Modus
Für den Pokal waren alle Erstligisten zugelassen, KÍ Klaksvík nahm jedoch nicht teil. Alle Runden wurden im K.-o.-System ausgetragen.

## Qualifikationsrunde
|             | Ergebnis |             |
| ----------- | -------- | ----------- |
| TB Tvøroyri | 1:2      | HB Tórshavn |

## Finale

### 1. Spiel
| Paarung  | HB Tórshavn – B36 Tórshavn |
| Ergebnis | 3:3 n. V. (3:3, ?:?)       |
| Stadion  | Sevmýri, Tvøroyri          |
| Tore     | ?                          |

### Wiederholungsspiel
| Paarung  | HB Tórshavn – B36 Tórshavn |
| Ergebnis | 4:3 n. V. (3:3, ?:?)       |
| Stadion  | Gundadalur, Tórshavn       |
| Tore     | ?                          |